# Sleek
Sleek magazine for art and fashion ist ein unabhängiges Magazin für zeitgenössische Kunst, Fotografie und Mode aus Berlin und setzt sich auf visuelle Weise mit den kreativen Strömungen der Gegenwart auseinander. Die Modestrecken werden eigens für Sleek produziert.

## Erscheinung und Auflage
Das Magazin erscheint quartalsweise in Englisch und monothematisch, wobei jedes Heftthema von gegensätzlichen Begriffen gebildet wird. Es wird in Deutschland und über 15 weiteren Ländern vertrieben, darunter Japan, Brasilien und USA. Im Sommer 2010 belief sich die Auflage auf 32.500 Exemplare.

## Geschichte
Sleek wurde 2002 von Lothar Eckstein in Hamburg gegründet und erschien im Independent-Verlag B20 Publishing. Im Jahr 2005 wurde der Sitz nach Berlin verlegt. 2009 übernahm die h+b publishing GmbH von Christian Bracht (BBE Group) und Markus Höfels (Icon Fashion Group) das Magazin.
Das Magazin erschien zunächst zweisprachig (deutsch/englisch), seit der Frühjahrsausgabe 2012 nur noch in englischer Sprache. Begründet wurde die Änderung damit, eine größere internationale Bandbreite schaffen zu wollen. Gleichzeitig unterzog Chefredakteur Kevin Braddock das Magazin einem Relaunch. Braddock hatte zuvor als Chefredakteur Annika von Traube abgelöst, die bis Ende 2011 Chefredakteurin gewesen war.